# 今出川公直
今出川公直（いまでがわ きんなお；1335年（建武二年）—1396年（應永三年）五月），是日本南北朝時代與室町时代的公卿，曾侍奉後村上天皇至後小松天皇等四位天皇，官位至從一位右大臣。公直的父亲是大納言今出川實尹；母亲是基朝臣的女儿，弟弟是右大臣今出川實直。
延元二年／建武四年（1337年）公直叙爵，之後歷任侍從、左近衛少將、備後介、左近衛中將， 正平四年／貞和五年（1349年）晉升從三位位列公卿。其後他任職參議、权中納言與検非違使別當，正平十四年／延文四年（1359年）就任權大納言。後來他擔任大納言、右近衛大將、內教坊別當，在天授三年／永和三年（1377年）獲任命為內大臣。弘和元年／永德元年（1381年）再晉升為從一位。應永元年（1394年）任官右大臣，但他很快就辭去此官位；次年獲任為左大臣，也很快辭去官職。

## 相关條目
- 菊亭家